# Южнокитайски тигър
Южнокитайският тигър (Panthera tigris amoyensis) е подвид на тигъра, разпространен в Южен Китай. Този подвид е сред най-малките по размери и е крайно застрашен от изчезване. Числеността му е едва 20 – 30 индивида, живеещи на свобода и 47 индивида в 18 зоологически градини в Китай. Южнокитайският тигър е считан за предшественик на всички останали тигри. Дължината на мъжките екземпляри е от 2 до 2,65 м., а на женските от 1,9 до 2,4 м. На тегло мъжките достигат от 130 до 177 кг, а женските от 100 до 118 кг. Най-голямата документирана дължина на черепа при мъжките тигри е 318 до 343 мм, а при женските 273 до 301 мм. От 2010 г. се смята за изчезнал в дивата природа. Малки популации оцеляват в паркове и в плен, но се очаква и те да измрат след около 12 – 15 години.